# 펑크 록
펑크 록(punk rock)은 약 1970년대 중반에 시작된 록 음악의 하위 장르이다. 펑크 문화는 펑크 록과 동반되어 유행한 대중 문화의 한 줄기이다. 대표적인 밴드로는 라몬스, 섹스 피스톨스, 댐드, 클래시 등이 있다. 아나키즘운동과 연관이 있다.

## 스타일과 형식
펑크 록은 단순한 곡 구조와 짧은 노래를 중요하게 여긴다. 펑크 밴드들은 종종 드럼과 하나 또는 두 개의 전기 기타, 베이스 기타와 보컬로 이루어진 전형적인 1960년대 개러지 록 밴드들과 비교되기도 한다. 곡은 대부분 길이가 3분을 넘지 않으며 90초 정도의 짧은 길이의 곡도 가끔 있다. 펑크 노래는 거의 항상 경과부 없는 독창에 4/4박자의 구조를 갖는다. 또한 아프리칸 폴리 리듬 바탕의 Mambo, Conga 리듬의 조합으로 뉴올 리언즈 뮤지션들에 의해 리듬적 기반이 만들어 짐
펑크의 가사는 동시대의 음악에는 없는 정치성, 사회성을 갖고 이를 솔직하고 대담하게 표현한다. 이를테면, 클래시의 "Career Opportunities"나 "London's Burning"은 실직과 권태 같은 도시의 혹독한 현실을 다루었다. 섹스 피스톨스의 "God Save the Queen"과 "Anarchy in the UK" 같은 곡들은 공개적으로 정부와 군주제를 비난하였다. 데드 케네디스의 "Too Drunk to Fuck"이나 보이도이즈의 "Love Comes in Spurts" 등의 곡은 사랑과 성을 전혀 낭만적이지 않은 것으로 묘사한다.

## 펑크 록의 기원
펑크 록은 The Standells, The Sonics, The Seeds와 같은 1950년대 중반의 미국 로큰롤 밴드에 기반하여 생겨났다. 최근엔 이런 밴드들을 "개러지 록 (Garage Rock)"으로 분류하기도 한다.
1971년 5월 잡지《크림》에 록 비평가 데이브 마시(Dave Marsh)가 밴드 '? and the Mysterians'의 음악을 설명하기 위해 처음 펑크 록이라는 용어를 고안해 냈고, 그 뒤 1970년대 초에 많은 록 음악 저널리스트들이 이 말을 차용하면서 널리 쓰이게 되었다. 전례로 1972년 베스트 앨범《Nuggets》에서 기타리스트이자 비평가인 레니 케이(Lenny Kaye)는 60년대 개러지 록 그룹들과 1960년대 싸이키델릭 음악의 선구자들을 언급하기 위해 이 용어 "펑크 록"을 사용했다. 그 뒤 케이는 아방가르드 시인 패티 스미스와 함께 밴드를 결성하였고 1975년에 발매된 스미스의 앨범《Horses》는 1970년대 중반의 많은 펑크 록커들에게 영감을 주었다. 따라서 이러한 길을 통해 펑크라는 용어가 음악으로 스며들었던 것으로 보고 있다.
1960년대의 개라지 밴드들은 펑크의 탄생에 많은 영향을 주었다. 펑크 록은 벨벳 언더그라운드의 거칠고 귀에 거슬리는 음색, 도어스의 반항적인 자세와 자유 정신, 더 후의 추저분한 자세와 공격적인 악기법, 초기 롤링 스톤스, 디트로이트 출신 밴드 스투지스와 엠씨파이브(MC5)의 폭력적인 공연과 정치적 대항심, 성적인 관심, 영국의 펍 록 Mick Farren, Deviants을 포함한 정치적인 영국 언더그라운드 밴드들, 뉴욕 돌스, 데이비드 보위, 게리 글리터, 록시 뮤직을 포함한 1970년대 초 영국의 일부 글램 록 또는 아트 록에 뿌리를 두고 있다. 또한 로커빌리, 펑크 (Funk), 레게와 같은 음악 장르도 초기 펑크 록에 영향을 주었다.
펑크 록은 1970년대의 인기 음악에 대한 반발이기도 하다. 당시 펑크 족들은 디스코 음악은 천박하고 헤비 메탈과 프로그레시브 록, 아레나 록은 너무 으스댄다고 보았다. 펑크는 또한 1960년대의 히피 반문화의 잔재를 거부했다. 1960년대를 지나 살아 남은 제퍼슨 에어플레인과 같은 밴드는 그들이 가지고 있던 급진성을 잃어 거북스럽고 우스꽝스러운 것으로 여겨졌다. 그 표본으로 에릭 클랩튼이 1970년대 중반 맥주 TV 광고에 출연한 예가 있다. 1960년대 록의 우상들은 자신들을 그들이 반대하던 시스템에 팔아넘긴 것이다.

## 펑크 록의 초기
"펑크 (Punk)"라는 딱지가 붙은 음악은 1975년과 1976년 사이의 뉴욕 시에서 처음 나타났다. 이때 뉴욕의 클럽 Max's Kansas City와 CBGB에서 라몬스, 텔레비전, 블론디, 하트브레이커스, 보이도이즈, 토킹 헤즈 등의 밴드가 정기적으로 활동하였다. 1976년 초에는 최초의 펑크 잡지가 생겼는데 잡지 기사에서 루 리드와 패티 스미스를 포함한 이들 그룹이 새로운 그룹의 본보기로 제시되었다.
같은 시기의 다른지역에서도 독립적으로 또 다른 "펑크"가 생겨나고 있었다. 런던에서는 섹스 피스톨스와 스트랭글러스가, 오스트레일리아의 브리즈번에서는 세인츠가 두각을 나타냈다.
밴드들은 작은 나이트클럽을 운영하는 열정적인 고용주와 함께 펑크 씬을 개척해 나갔다. 나이트클럽은 신인 음악가를 발굴해 내는 데에 큰 역할을 했다. (초키 펑크 클럽 중에서는 런던의 100클럽, 뉴욕의 CBGB, 할리우드의 마스크가 가장 유명하다.)
런던 밴드들은 초기 펑크 사운드를 만드는 데는 비교적 작은 영향을 주었으나 그 펑크씬은 반항적인 펑크 문화로 정의하고 축도하는 데 매우 큰 영향을 주었다. 한때 미국에서 뉴욕돌스의 매니저를 맡았던 영국인 말콤 맥라렌은 1975년 런던으로 돌아와 펑크 옷 스타일의 근본을 만드는 것을 도와 주는 옷가게 ‘SEX'를 만들었다. 뉴욕 펑크 씬에 자극 받은 맥라렌은 영국에서 비슷한 운동을 길러 내려 했다. 그는 자기 옷가게의 단골 몇 명을 모아 섹스 피스톨스를 결성했다. 섹스 피스톨스는 곧 브롬리 패거리를 중심으로 한 엄청난 수의 열정적인 추종자들을 끌어 모았다.
1976년 7월 4일 런던의 원형 극장에서 열린 라몬스의 공연은 펑크 록의 역사에서 빠질 수 없는 순간이다. 이 공연은 영국 펑크 록의 많은 주동자들에게 영감을 주었고 영감을 받은 주동자들은 영국 펑크 씬을 크게 흔들었다. 1976년 말이 되자 섹스 피스톨스의 팬들은 스스로 밴드를 결성하기 시작했다. 더 클래시, 수지 앤 더 밴시스, 어드버츠, 제너레이션 X, 슬리츠, 엑스레이스펙스 등의 밴드들이 바로 이때 결성되었다.
1976년 11월, 섹스 피스톨스, 클래시, 댐드, 하트브레이커스는 합동으로 전국을 도는 일련의 공연인 아나키 투어를 했다. 그러나 타블로이드 신문과 잡지가 밴드들과 팬들의 엽기적인 행태에 관한 선정적인 이야기를 기고하자 많은 공연이 개최지 소유권자의 반대로 취소되었다. 펑크 록의 악명은 섹스 피스톨스의 기타리스트 스티브 존스가 런던의 생방송 TV 쇼《Thames Today》에 출연했을 때 프로그램의 진행자인 빌 그런디와 언쟁을 벌이면서 방송에서 금지된 욕설을 퍼부은 일로 인해 더욱 위세를 떨쳤다.
1977년 동안 위에서 언급된 밴드들에 영향을 받은 밴드들이 두각을 나타내면서 제2의 펑크 조류가 시작되었다. 미스피츠, 블랙 플래그, 크래스를 비롯한 몇몇 밴드들이 나중에 펑크 록의 사운드와 문화에 영향을 미치는 밴드들이 나타났다.
1970년대 말 쯤에, 로스앤젤레스에서는 The Germs, The Weirdos, The Screamers, X, Circle Jerks, The Plugz, Fear 등이 활동했고 오렌지 카운티에서는 소셜 디스토션, The Adolescents 등의 펑크 그룹들이 활동했다.
영국에서 펑크는 자메이카의 레게, 스카 문화의 영향을 받았다. 레게의 영향은 클래시의 첫 번째 앨범에서도 볼 수 있다. 1970년대 말 펑크는 The Beat, The Specials, Madness, The Selecter를 중심으로 2 Tone 스카 부흥 운동이 퍼져 나갔다.

## 1970년대 이후의 펑크 록
1978년 즈음, 미국에서는 미스핏츠와 블랙 플래그, 영국에서는 와이어, 크래스 등의 밴드들이 펑크의 두 번째 조류를 형성하였다. 새로운 밴드들은 기존 펑크의 공격성과 에너지를 이용하면서 사운드 또한 발전시켰다. 또한 두 번째 조류는 서로 다른 템포와 더욱 복잡해진 연주를 구사하면서 신스, 덥, 소음을 음악에 불어 넣었다.
몇몇 밴드들은 하드코어 하위 장르를 발전시키기 시작했다. 영국에서는 클래시, 폴리스, 슬리츠 등의 밴드들이 자메이카의 레게, 스카 문화와 상호작용을 했다. 1970년대 말, 펑크는 투 톤 스카 부흥 운동을 낳았다.
클래시나 폴리스 등의 밴드들이 레게, 덥, 로커빌리와 같은 언더그라운드의 음악들을 합하면서 펑크는 점점 다양화 되고 단순성은 줄어들었다. 그러나 메시지는 변하지 않았다. 여전히 전복적, 반문화적이고 반항적이었으며, 이례적인 정치 노선을 추구하였고 종종 무정부주의적인 면도 보였다.
펑크 록은 사회가 직면한 문제, 하층민들의 고난, 핵전쟁의 위협과 같은 화제들에 대해 다루었다. 이것은 종종 비판적이지 않고 개인적인 내용이었다. 많은 노래들이 실업이나 특정한 감정과 정신적 문제 같은 개인사에 관심을 기울였다. 펑크 록은 사회의 모두가 평등하고 잘 살고 있지 못하다는 메시지였다.
1990년대에는 네오 펑크라는 이름으로 오프스프링, 그린 데이, Sum41 등의 밴드들이 대거 출현해 MTV 등의 미디어를 등에 업고 대중, 상업적으로 큰 성공을 거둔 이후 5도 코드의 발랄한 진행이 눈에 띄는 곡들이 큰 인기를 끌었다. 섬41의 보컬과 결혼한 에이브릴 라빈도 이들과 비슷한 음악으로 인기를 얻었고 헐리웃 스타나 다름없는 유명세와 부를 얻은 이들은 셀 아웃이라고 비난받으며 펑크를 상업적으로 이용했다는 비판을 피하지 못했다.

## 펑크 록 유행 문화

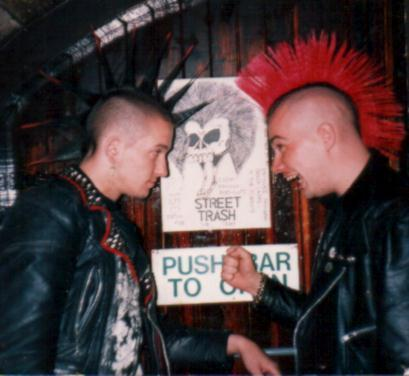
모히칸 헤어스타일.

펑크 사상은 음악 외의 확장된 표현을 통해 일반적으로 사회에 퍼져 있는 가치에 반대를 표명한다. 아나키즘과 같은 정치 신념과 맞닿은 경우도 많으며, 다른 음악 장르들보다 사회 문제에 더욱 민감한 편이다. 펑크를 단적으로 보여 주는 사람으로는 섹스 피스톨즈의 시드비셔스를 들 수 있겠는데, 반항적이고 거칠게 뻗친 머리 스타일(모히칸)과 징박힌 액세서리, 가죽 쟈켓이나 체인 등이 펑크를 대표하는 의상이라고 할 수 있다.

## 대한민국의 펑크 록
1995년 홍대의 최초 라이브 클럽 드럭에서 너바나의 커트 코베인 추모 1주년 공연을 하면서부터 인디 씬이 생겨나기 시작하면서 펑크 문화도 성장하였다. 이 시기에 크라잉넛, 노브레인, 삼청교육대 등의 펑크 밴드가 출현하였다.
1998년 홍대 앞 클럽 하드코어 펑크부터 시작된 스컹크 레이블의 등장으로 인디 펑크 문화가 꽃피우기 시작했으며 여러 소규모 공연도 앞다투어 진행되었다. 럭스, 지랄탄99, 닥터코어 911, 껌(현재 GumX), 불타는 화양리 쇼바를 올려라 등의 밴드들이 출현하며 펑크 씬을 구성하기 시작하였다.

## 같이 보기
- 펑크 (Funk)